# Ел Киче
Ел Киче (на испански: El Quiché) е един от 22-рата департамента на Гватемала. Столицата на департамента е Санта Крус дел Киче. Ел Киче е с население от 1 125 000 жители (по изчисления от юни 2016 г.) и обща площ от 8378 км².

## Общини
Някои от 21-те общини на департамент Ел Киче:
- Сакапулас
- Сан Педро Хокопилас
- Успантан